# 2009 en Namibie
Cet article présente les faits marquants de l'année 2009 en Namibie.

## Évènements
- Jeudi 16 avril 2009 : le nombre de personnes mortes en Namibie à cause des inondations qui sévissent depuis un mois en Afrique australe est établi à 85. Le niveau des eaux commence à baisser dans le centre-nord du pays, mais la situation reste très préoccupante dans la zone frontalière avec l'Angola et le Botswana.

- Vendredi 27 novembre 2009 : les élections législatives et présidentielles se déroulent sur 2 jours. Pour la première fois, le comptage des voix dans les 13 régions devait débuter dès la fin du scrutin et les résultats devaient être affichés à l'extérieur des bureaux de vote. Les premiers résultats de ces quatrièmes élections générales depuis l'indépendance en 1990 sont attendus pour le lendemain. Le parti au pouvoir, l'Organisation des peuples du sud-ouest africain (SWAPO) est le grand favori[1].

- Vendredi 4 décembre 2009 : élections présidentielle et législatives : Le président Hifikepunye Pohamba est réélu avec 76,4 % des suffrages et son parti, la SWAPO, conserve la majorité au Parlement, avec 75,3 %, selon les résultats officiels des élections générales de la semaine dernière. Le rassemblement pour la démocratie et le progrès, un parti dissident formé par l'ex-ministre des affaires étrangères, Hidipo Hamutenya, est arrivé en seconde position, avec 11,3 % aux législatives et son leader a décroché 11 % à la présidentielle. Ces résultats sont déjà contestés par huit des treize partis d'opposition ayant participé aux élections, qui ont annoncé dans un communiqué vouloir présenter un recours en justice contre la commission électorale[2].

- Mardi 15 décembre 2009 : neuf partis d'opposition se sont regroupés pour réclamer un recompte minutieux des voix « des élections nationales et présidentielle en raison de sérieuses irrégularités » et après la victoire du parti au pouvoir aux élections générales fin novembre.